# فويتشخ بولاك
فويتشخ بولاك (بالبولندية: Wojciech Polak)‏ هو كاهن كاثوليكي بولندي، ولد في 19 ديسمبر 1964 في Inowrocław ‏ في بولندا.